# Schwäbisch-alemannische Fastnacht

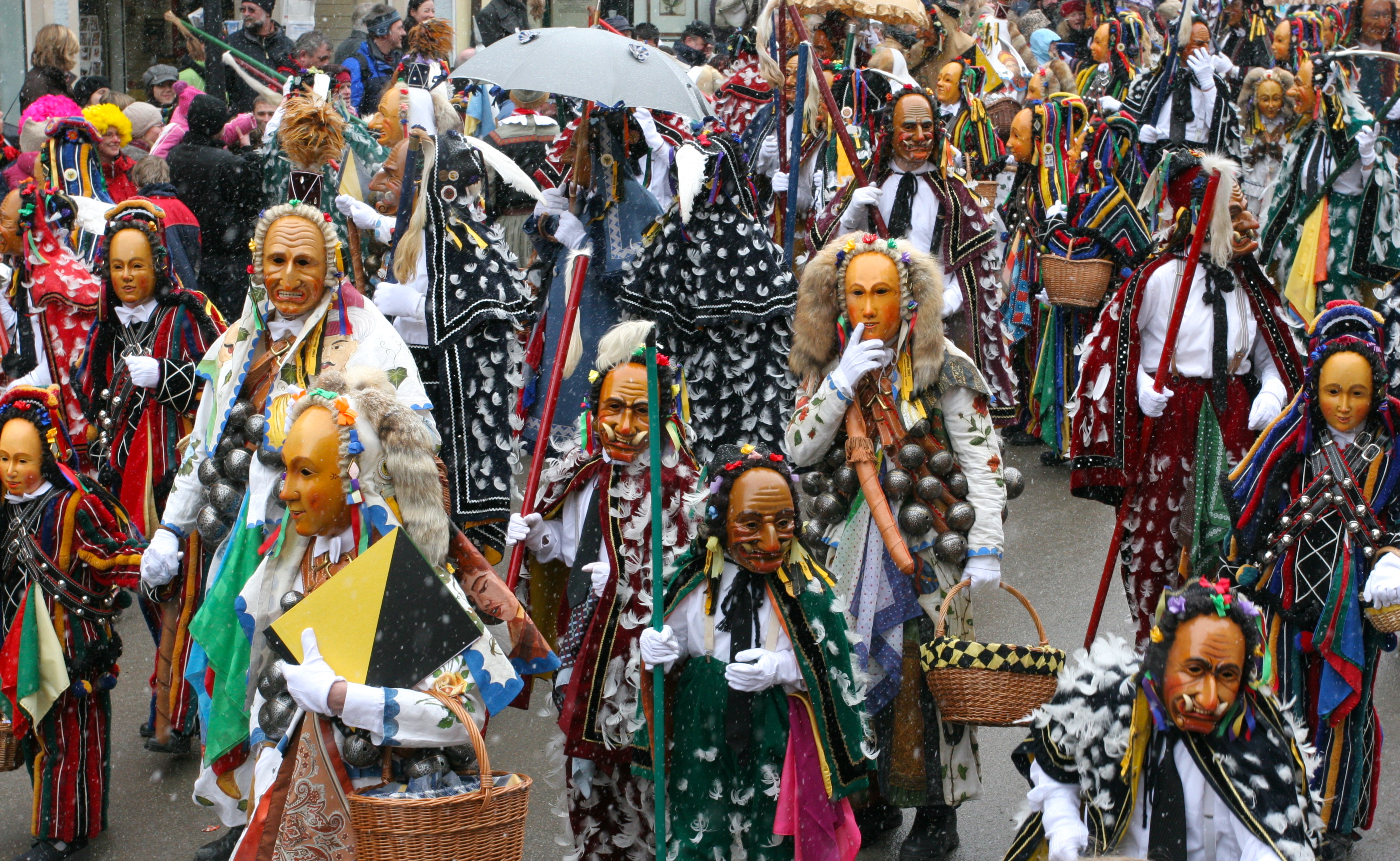
Umzug beim schwäbisch-alemannischen Fasnacht mit historischen Kostümen und Holzmasken in Rottweil, Württemberg

Als schwäbisch-alemannische Fastnacht wird die Fastnacht im südwestdeutschen Raum und Teilen der Nordost- und Zentralschweiz bezeichnet. Dort heißt sie in der Regel Fasnad, Fasnet, Fasnacht oder Fasent. Sie grenzt sich vom rheinischen Karneval ab, ist jedoch erst seit dem ersten Viertel des 20. Jahrhunderts als eigenständige Form etabliert. Während der Karneval im 18. Jahrhundert eine neue Form der Fastnacht entwickelte und auch die schwäbisch-alemannische Fastnachtslandschaft darauf einschwenkte, besann sie sich im 20. Jahrhundert auf ihre Traditionen der mittelalterlichen und frühneuzeitlichen Fastnacht.
Charakteristisch ist die Vermummung der Teilnehmer mit „Larven“ oder auch „Schemen“ (Masken), die meist aus Holz, in Ausnahmefällen auch aus Stoff, Papier, Ton, Blech oder Draht (sog. Drahtgaze) bestehen. Die Kostümträger (in schwäbisch-alemannischen Gebieten Narrenhästräger) wechseln ihre Verkleidung (Häs) nicht von Jahr zu Jahr, sondern behalten sie immer bei. In manchen Gegenden ist es sogar üblich, sie über Generationen zu vererben.

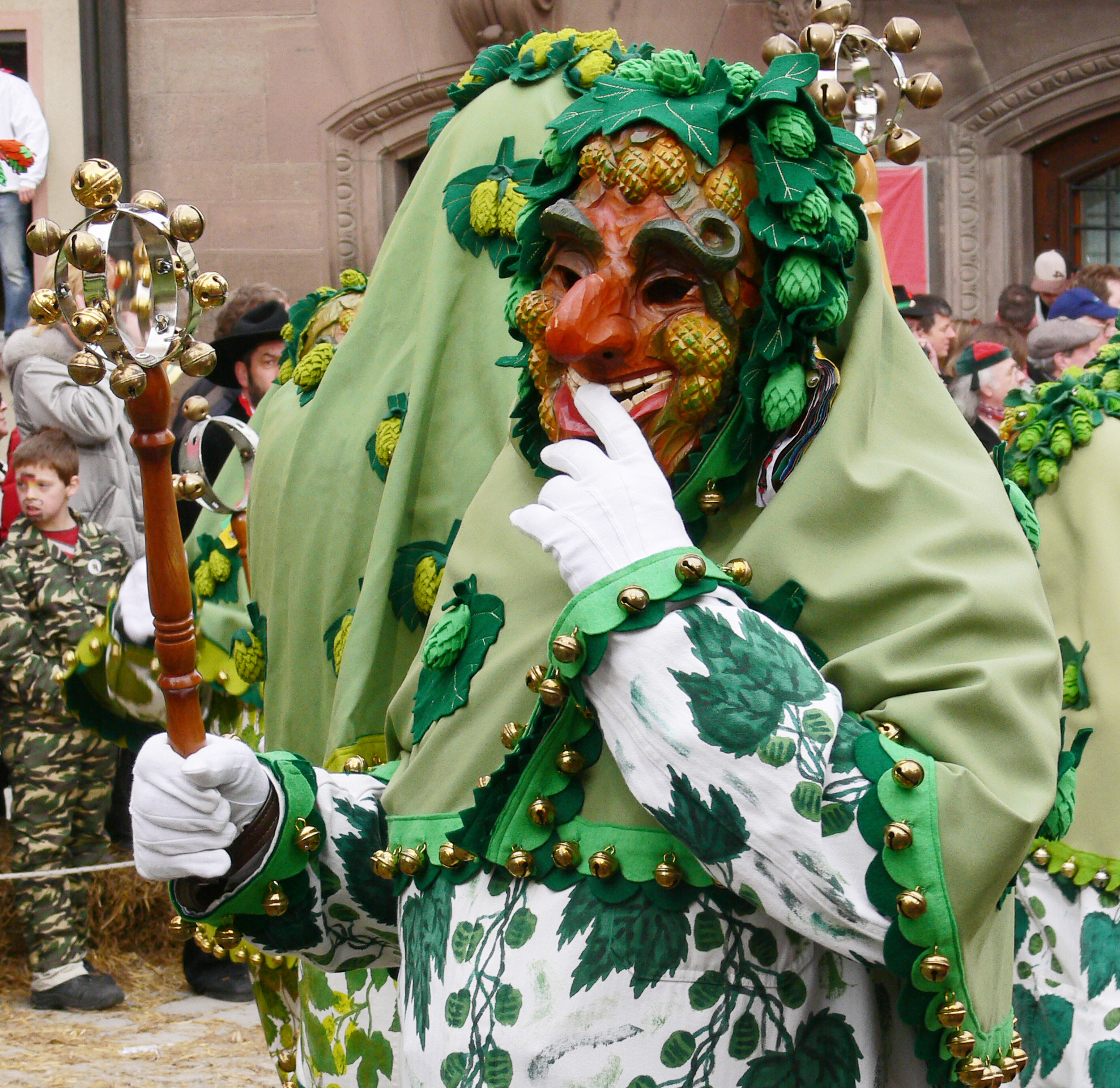
Hopfennarr aus Tettnang (Der Entwurf zu Häs und Maske stammt aus dem Jahr 1953 und lehnt sich thematisch an eine Figur des späten 19. Jahrhunderts an.)

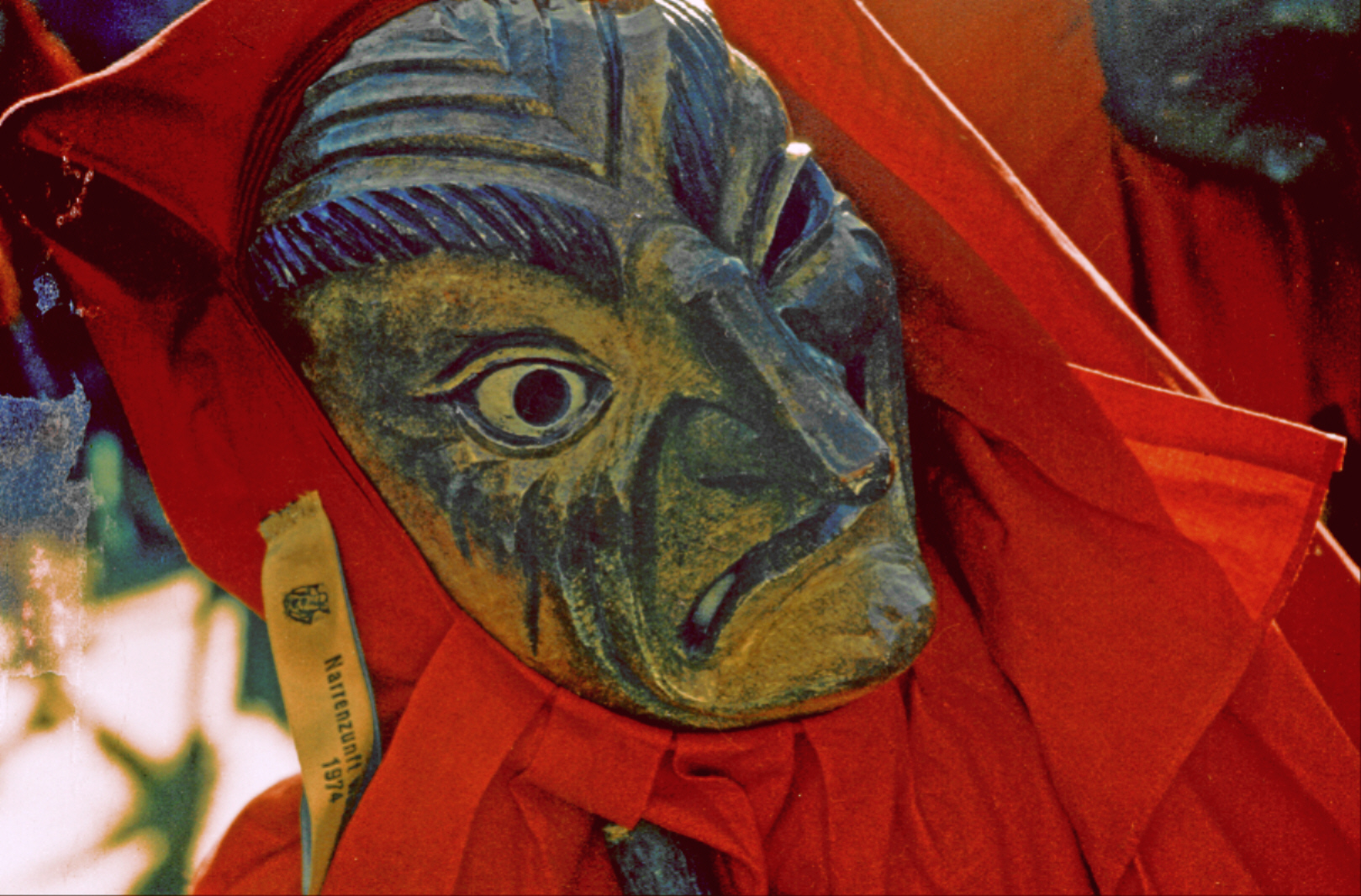
Narrentreffen Riedlingen 1974

Die schwäbisch-alemannische Fastnacht wurde im Dezember 2014 in das Bundesweite Verzeichnis des immateriellen Kulturerbes im Sinne des Übereinkommens zur Erhaltung des Immateriellen Kulturerbes der UNESCO aufgenommen.

## Ablauf der Fastnacht

### Beginn am 6. Januar
In den meisten Orten des schwäbisch-alemannischen Raumes finden die ersten Fastnachtsveranstaltungen nach Ende der weihnachtlichen Festtage am 6. Januar, dem katholischen Feiertag Dreikönigstag statt.
Nach altem Brauch werden an Dreikönig die Schemen (Larven) abgestaubt. Von da an „goht’s degege“ (schwäbische Mundart: es geht dagegen oder es geht weiter), es beginnen die ersten Veranstaltungen und Umzüge. Die eigentliche Fasnet startet allerdings erst mit dem Schmotzige Dunnschtig (der Donnerstag vor Aschermittwoch, schmotzig= altdeutsch "fettig") dem Höhepunkt der Fasnet. Von diesem Tag an finden vermehrt Umzüge und Veranstaltungen statt, und es werden Spezialitäten wie Fasnetsküchle (schwäbisch) bzw. Scherben (badisch), ein Fettgebäck, zubereitet. Entsprechend gilt der Fastnachtsbeginn vielen schwäbisch-alemannischen Narren als wesentliches Unterscheidungsmerkmal zum Karneval.
Der Beginn der närrischen Tage wird in vielen Orten lautstark gefeiert. In Überlingen, Weingarten, Pfullendorf oder Markdorf schnellen die Narren mit ihren Karbatschen, in Rottweil klepfen die Buben in den Gassen mit einer Fuhrmannspeitsche und verursachen damit einen markanten Peitschenknall. In Villingen werden die Glocken der Häser, die sogenannten Rollen, so lange unter lautem Getöse geschüttelt, bis sicher ist, dass sich auch nicht das kleinste Staubkörnchen mehr darin befindet. Überhaupt legt man am 6. Januar großen Wert auf Sauberkeit. Im Gebiet des oberen Neckar gehen schwarz befrackte Abstauber von Haus zu Haus, um die eingemotteten Narrenkleider vom Schmutz zu befreien. In Rottenburg am Neckar unterziehen die Hexen an Gästen und Einrichtungsgegenständen der Wirtshäuser eine ähnliche Behandlung. In Lauffen ob Rottweil gibt es deshalb auch die sogenannte „Fiaßwäsch“ (Fußwäsche), bei der der Narrenrat seine Füße im eiskalten Wasser eines Brunnens wäscht. Zum gleichen Zeitpunkt erhält die Fastnachtsmaske in Immendingen und Möhringen einen Ehrenplatz im Wohnzimmer. Aber auch die Schramberger Narren zeigen ihre Ehrerbietung gegenüber dem Narrenkleid, indem sie es feierlich segnen: „Sei mir gegrüßt, du edles Kleid der Narren. Tritt nun hervor aus Deiner Jahresbleibe. Und erfülle mit Freude die Großen und die Kleinen. Dir sei geweiht die Fasnet im Jahre des Heils 20..“.
Die wichtigste Rolle der Feierlichkeiten am und in der Zeit nach dem 6. Januar spielen allerdings die geselligen Zusammenkünfte der Narren. So wird in Bad Saulgau und Bonndorf bei öffentlichen Versammlungen das Programm der kommenden Fastnacht verkündet und in anderen Orten wie Waldkirch oder Löffingen werden bei Narrenversammlungen auch letzte organisatorische Details geklärt. Mit Abstand am populärsten sind aber seit einigen Jahrzehnten die Narrentreffen, große Zusammenkünfte tausender Narren, die in den Wochen nach Dreikönig beinahe jedes Wochenende an wechselnden Orten stattfinden.

### Lichtmess
Mit dem vierzigsten Tag nach Weihnachten, Lichtmess am 2. Februar, nimmt die Zahl der Fastnachtsveranstaltungen in allen Orten nochmals merklich zu. Fast überall ist ab diesem Tag das Maschgern (Oberschwaben), Strählen (Villingen), Schnurren (Schwarzwald), Welschen (Schömberg), Hecheln (Oberndorf) oder Aufsagen üblich. Dabei werden bemerkenswerte Ereignisse des vergangenen Jahres von den Narren aufgegriffen und den Bürgern in unterhaltsamer Form dargeboten. Früher war man dazu maskiert und es waren verschiedenste Darstellungsformen üblich, beispielsweise die Moritat. Auch wurden die Taten der Mitbürger häufig in kleinerem Rahmen oder am Straßenrand glossiert. Heute hingegen finden sich die Menschen meist zu festgesetzten Zeiten in den Gaststätten eines Ortes zusammen und die Narren ziehen unmaskiert in Gruppen von Wirtshaus zu Wirtshaus. Als Darstellungsform werden häufig Vierzeiler gewählt, die durch einige Lieder ergänzt werden.
Auch wenn die schwäbisch-alemannische Fastnacht im Wesentlichen eine Straßen- und Wirtshausfastnacht ist, beginnt mit Lichtmess eine Phase der Saalveranstaltungen. Häufig leisten die örtlichen Vereine mit jeweils eigenen Bällen ihren Beitrag zur närrischen Saison.

### Mittwoch vor Fastnacht
Ursprünglich war der Mittwoch vor Fastnacht kein traditioneller Festtag der schwäbisch-alemannischen Narren. Besonders in den Abendstunden haben sich in der Nachkriegszeit aber Bräuche etabliert, mit denen die eigentliche Fastnachtszeit eingeläutet wird. Dazu gehört das Ausrufen oder Suchen der Fastnacht im Schwarzwald, ebenso wie die Maskenbeschwörung oder das Brunnenputzen in Oberschwaben. Am Bodensee gibt es auch den Hemdglonker.

### Festlegung des Fastnachtsdienstags
Der Fastnachtsdienstag ist der Tag, bzw. die Nacht vor dem Beginn der Fastenzeit, welche immer am Aschermittwoch beginnt. Das Datum des Aschermittwochs liegt 46 Tage vor dem Ostersonntag, der am ersten Sonntag nach dem ersten Vollmond im Frühjahr gefeiert wird.
Dieses Osterdatum rührt vom jüdischen Passah-Fest her, das zur Erinnerung des Exodus der Juden aus Ägypten nach dem jüdischen Mondkalender immer am 14. Nisan, also dem 14. Tag nach dem ersten Neumond im Frühjahr gefeiert wird und das seinerzeit Anlass zur Kreuzigung Christi war. Doch wurde festgelegt, dass das Osterdatum immer an einem Sonntag stattfindet.
Das Frühjahr beginnt nach dem gregorianischen Kalender, der 1582 eingeführt wurde, grundsätzlich am 21. März. Daraus ergibt sich für den Ostersonntag der 22. März als frühestmöglicher Termin, der 25. April als spätester. Somit variiert der Zeitpunkt der Fastnacht im Kalender innerhalb einer Spanne von 35 Tagen. Vor dem Ostersonntag dauert die Fastenzeit 40 Tage. Damit käme man auf den Dienstag in der 6. Woche vor Ostern. Nach dem Konzil von Benevent (1091) wurden zusätzlich die Sonntage aus der Fastenzeit ausgeklammert und der Beginn der Fastenzeit deshalb sechs Tage vorverlegt auf den Mittwoch der 7. Woche vor Ostern, den Aschermittwoch. Der früheste Termin für den Aschermittwoch ist somit der 4. Februar.

### Alte Fastnacht, Buurefasnacht
Trotz der Reform durch die Synode von Benevent von 1091, welche den Termin des Beginns der Fastenzeit um sechs Tage vorverlegt hatte, blieb der ursprüngliche Termin (der Dienstag in der 6. Woche vor Ostern) in Erinnerung, vor allem in einigen ländlichen Gebieten. Hier wurde die Fastnacht weiterhin eine knappe Woche später am Montag gefeiert: Diese Bräuche haben sich als „Alte“ bzw. „Bauern“-, alemannisch „Buurefasnacht“ bis heute erhalten. Oftmals wurde dann auch die Fastnacht zweimal gefeiert, wobei dann zur Unterscheidung zur Bauernfastnacht die erste, am Aschermittwoch endende Fastnacht als „Herren“- oder „Pfaffenfastnacht“ bezeichnet wurde. Beispiele für die alte Fastnacht sind die „Funkensonntage“, der Hirschmendig in Furtwangen oder der Termin der Basler Fasnacht.

### Groppenfasnacht
Als „späteste Fastnacht der Welt“ gilt die Groppenfasnacht in Ermatingen am schweizerischen Südufer des Untersees am Bodensee am „Sonntag Laetare“, drei Wochen vor Ostern. 2015 feierte sie ihr 600-jähriges Bestehen und ist nach eigener Aussage die traditionsreichste Fasnacht der Ostschweiz.

## Geschichte

### Ursprünge in Mittelalter und Früher Neuzeit
Wie der rheinische Karneval hat auch die schwäbisch-alemannische Fastnacht ihren Ursprung in Festen, die dazu dienten, verderbliche Lebensmittel vor Beginn der Fastenzeit aufzubrauchen. Derartige Veranstaltungen sind für ganz Mitteleuropa spätestens im 13. Jahrhundert nachgewiesen. Allerdings waren diese nicht mit der heutigen Fastnacht zu vergleichen und regional höchst unterschiedlich.

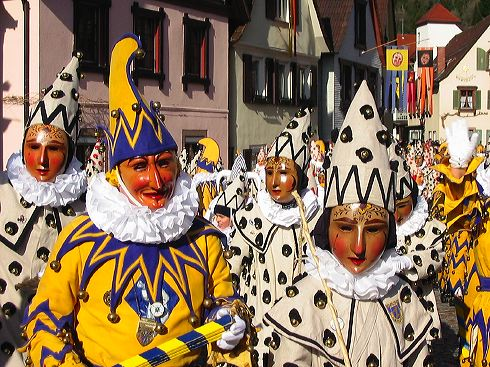
Narren barocker und italienischer Prägung: Wolfacher Schellen- und Röslehansel

Ergänzend zum exzessiven Nahrungsmittelkonsum wurden ab dem 14. Jahrhundert Bräuche wie Tänze, Umzüge oder Fastnachtsspiele üblich. Auch hier spielten Speisen zunächst eine zentrale Rolle, beispielsweise in den Schembartläufen, den Fastnachtsumzügen der Nürnberger Zünfte, die vor allem im ausgehenden 15. und dem beginnenden 16. Jahrhundert Konjunktur hatten. Auch sind Metzgertänze aus anderen Städten belegt, an denen sich die tanzenden Metzger an Wurstringen zum Reinigen festhielten.
Nach einer Theorie des Münchener Volkskundlers Dietz-Rüdiger Moser wurde der Gegensatz zwischen dem fastnachtlichen Vergnügen und dem Entbehrungsreichtum der Fastenzeit zunehmend aber auch theologisch gedeutet. In Zusammenhang mit den augustinischen Lehren vom Zwei-Staaten-Modell gebracht, wurde die Fastnacht schon bald mit dem Teufelsstaat „civitas diaboli“ gleichgesetzt, die Fastenzeit hingegen mit dem Gottesstaat „civitas Dei“. Aus dieser Denkweise heraus könnten sich Teufel oder Dämonen als frühe Fastnachtsfiguren entwickelt haben. Eine weitere zentrale Figur der damaligen Fastnacht, der Narr, wurde als Inbegriff von Vergänglichkeit, Gottesferne und Tod gesehen. Während die Forschung noch bis in die 1980er-Jahre davon ausging, dass die Fastnacht einen nicht-christlichen Ursprung hat – zu den Protagonisten dieser These zählten u. a. Hermann Eris Busse und Wilhelm Kutter – ist sie sich heute einig, dass die Existenz der Kirche notwendige Bedingung zur Entstehung der Fastnacht war. Sicher ist auch, dass in der Fastnacht häufig Kritik an Obrigkeit und dem Klerus geübt wurde, was nicht selten zu Fastnachtsverboten führte.
Mit der Reformation entfiel in den reformierten Gebieten nicht nur die Fastenzeit; sie machte auch dem Fastnachtsfest in vielen Teilen Mitteleuropas ein Ende. Allerdings erhielt sich der Brauch in einigen protestantischen Ortschaften noch für einige Zeit. Der Basler Fasnacht wird oft unterstellt, ihren Termin aufgrund der Reformation später zu feiern (sog. Bauernfastnacht) als die übrigen schwäbisch-alemannischen Orte. Dies beruht jedoch auf einem Beschluss der Kirche im 11. Jahrhundert, in der Fastenzeit die Sonntage nicht als Fastentage zu zählen. Somit verschob sich der Aschermittwoch um sechs Tage in Richtung Jahresbeginn. Die Basler (und an manch anderem Ort) hielten indessen an diesem alten Termin fest.
Zuvor war das Bild der Fastnacht von relativ einfachen Verkleidungen geprägt. Mit dem Aufkommen des Barock kam es im 17. Jahrhundert zu einer wesentlichen Aufwertung und Verfeinerung der Fastnachtsgestalten. Das gilt insbesondere für die verwendeten Masken, die nun statt wie bisher aus Ton oder Papier aus Holz geschnitzt wurden. Hinzu kam ein deutlicher italienischer Einfluss, fußend auf der Commedia dell’arte.

### Der Karneval und die Abkehr davon
Trotz barocker Aufwertung kam die Fastnacht im Zuge der Aufklärung zu dem Ruf, ein „primitiver, längst überholter Brauch aus grauer Vorzeit“ zu sein. Entsprechend dieser Auffassung wurden die Festlichkeiten vielerorts aufgegeben oder gar verboten. Das änderte sich, als sich, angeregt durch die Romantik, der Karneval zu entwickeln begann. Ausgehend von Städten wie Köln, wo anstelle der Handwerker das Bildungsbürgertum die Fastnacht auszurichten begann (erstmals in Köln 1823), etablierte er sich schnell in ganz Mitteleuropa, also auch in Südwestdeutschland. Die ursprüngliche Fastnacht existierte zwar parallel weiter, wurde aber immer mehr zurückgedrängt. Erst Ende des 19. Jahrhunderts kamen hier vereinzelt die alten Bräuche wieder auf. So gab beispielsweise 1903 der Narrensprung in Rottweil Anlass zum Umdenken, als gerade noch sieben Narren daran teilnahmen. Besonders in den kleinbürgerlichen und bäuerlichen Kreisen im schwäbisch-alemannischen Raum fühlte man sich durch den vom Bildungsbürgertum dominierten Karneval bevormundet und besann sich, dem Trend der Zeit folgend, zurück auf die überlieferten Traditionen. In der Folgezeit wurden zahlreiche Narrenzünfte alten Zuschnitts in ganz Süddeutschland neu gegründet.

### Entwicklung zur heutigen Fastnacht

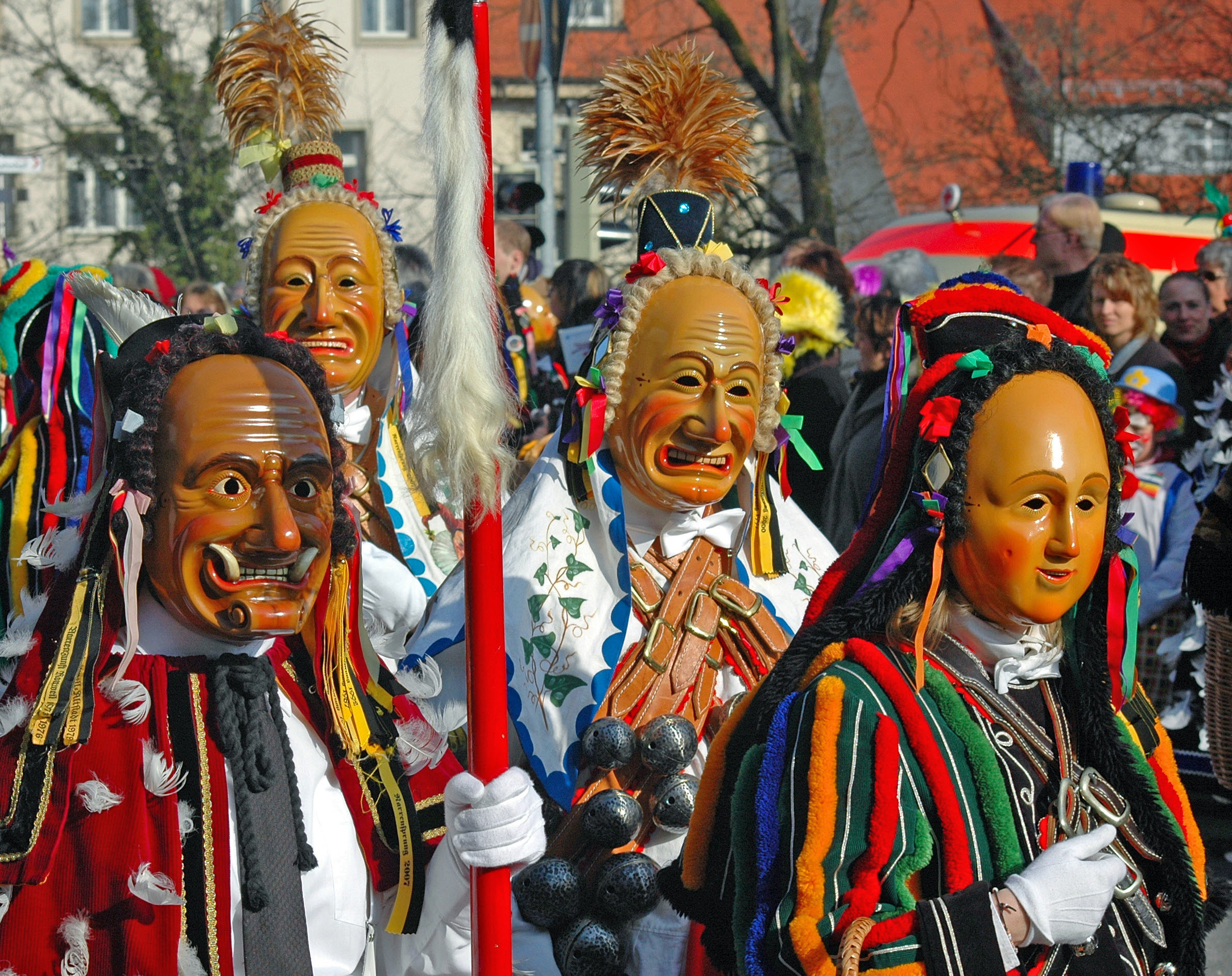
Larven der Rottweiler Fasnet 2007

Bis ins 20. Jahrhundert war Fastnacht eine rein lokale Angelegenheit, und man feierte ausschließlich im eigenen Wohnort. Anfang des 20. Jahrhunderts begannen die Narrenzünfte, sich in Narrenvereinigungen zu organisieren, und 1924 wurde die Vereinigung Schwäbisch-Alemannischer Narrenzünfte (VSAN) gegründet. Notwendig machten diesen überregionalen Dachverband die unsichere politische Lage sowie zahlreiche Fastnachtsverbote. Nun wollte man die Interessen der Narren gegenüber der Politik offensiv vertreten. Außerdem sah man sich der Pflege und Bewahrung des eigenen Brauchtums verpflichtet, was heute die Hauptaufgabe der Vereinigung ist. In der Zeit nach ihrer Gründung erhielt die VSAN derart großen Zuspruch, dass schon bald ein Aufnahmestopp für Neumitglieder ausgesprochen werden musste. Bis heute nimmt die VSAN nur äußerst selten neue Mitglieder auf, wobei sie als Aufnahmebegründung insbesondere ein historisches Brauchtum zugrunde legt. So kam es schon bald zur Gründung neuer Dachverbände wie dem Verband Oberrheinischer Narrenzünfte (1937) oder der Narrenvereinigung Hegau-Bodensee (1959). Diese Gründungswelle hält auch in unseren Tagen noch an. Grund dafür ist nicht zuletzt die von Hermann Eris Busse ersonnene Einführung von Narrentreffen. Die VSAN und ihre Schwesterorganisationen ermöglichen es den Narren damit, sich auch untereinander außerhalb der angestammten Ortschaft zu begegnen. Das erste Narrentreffen wurde vom Landesverein Badische Heimat, dessen Geschäftsführer Busse war, am 28. Januar 1928 in Freiburg veranstaltet. Heute hat ihre Zahl und Dimension derart zugenommen, dass die Narrentreffen inzwischen schon als Gefahr für die traditionelle, ortsgebundene Fastnacht angesehen werden müssen. So gibt es inzwischen Zünfte, die nur noch Narrentreffen besuchen und keinerlei Ortsverwurzelung mehr kennen. Insbesondere die VSAN hat sich daher entschlossen, Treffen dieser Art stark einzuschränken. Der wachsenden Beliebtheit der Narrentreffen tut dies noch keinen Abbruch.
Eine Gegenbewegung erfolgte mit dem Austritt der Zünfte von Rottweil, Überlingen, Elzach im Jahr 1953 und Oberndorf, 1958, welche sich informell zum Viererbund zusammenschlossen und von Villingen, 1955, die gänzlich autark feiert.
Parallel zur organisatorischen Neustrukturierung der Narrenzünfte wurden seit Beginn des 20. Jahrhunderts zahlreiche neue Fastnachtsfiguren gestaltet. Nur in wenigen Fastnachten waren tatsächlich historische Narrenhäser erhalten, die auch im neuen Jahrhundert fast unverändert getragen werden konnten. Viel häufiger waren einzelne Larven- oder Hästeile vorhanden, die sich zwar nicht mehr ohne weiteres zuordnen ließen, nun aber in neuen Figuren kombiniert wurden. Häufig entwickelten sich aber auch Hästrägergruppen völlig neu. 1933 gründete sich in Offenburg eine Hexenzunft, die auf einer Mischung aus Märchen- und mittelalterlicher Hexe beruhte, und machte die Fastnachtshexe zu einer populären Figur der schwäbisch-alemannische Fastnacht. Es gab allerdings schon viel früher Fastnachtshexen, so in Tirol bereits seit dem 18. Jahrhundert. Auch die alte Vettel war in der Fastnacht nicht unbekannt, so zogen sich nicht selten seit dem Mittelalter Männer Frauenkleider an, um frei nach dem Motto „Verkehrte Welt“ an Fastnacht ihr Unwesen zu treiben. Neu war jedoch die Hexe mit Holzmaske als eigenständige Figur. Ohne Beispiel ist seitdem die Zahl ihrer Nachahmer. Der wachsende Wohlstand sorgte in der Nachkriegszeit für ein rasches Anwachsen der Narrenzünfte, die nun immer häufiger in Orten gegründet wurden, die bisher keine Fastnachtstradition kannten. Seit Beginn der 1990er Jahre herrscht ein regelrechter Boom dieser Neugründungen. So gibt es im schwäbisch-alemannischen Raum inzwischen selbst in kleinsten Orten eigenständige Fastnachten. Keine Fastnachtsfigur profitierte hiervon mehr als die Hexe. Ihre Beliebtheit sorgt deshalb seit langem für Kopfzerbrechen bei den Verantwortlichen der Brauchtumsorganisationen, sehen sie doch durch sie die traditionelle Fastnacht ähnlich gefährdet wie durch das Überhandnehmen der Narrentreffen. Doch auch die alteingesessenen Narrenzünfte profitierten in der Nachkriegszeit in hohem Maß vom wachsenden Interesse an ihrem Brauchtum und rasant steigenden Mitgliederzahlen. Besonders die seit Beginn der 1990er Jahre durchgeführte Fernsehübertragung der Narrentreffen der VSAN erreicht ein Millionenpublikum. Ein Ende des Wachstums ist aber abzusehen.

## Figuren der schwäbisch-alemannischen Fastnacht

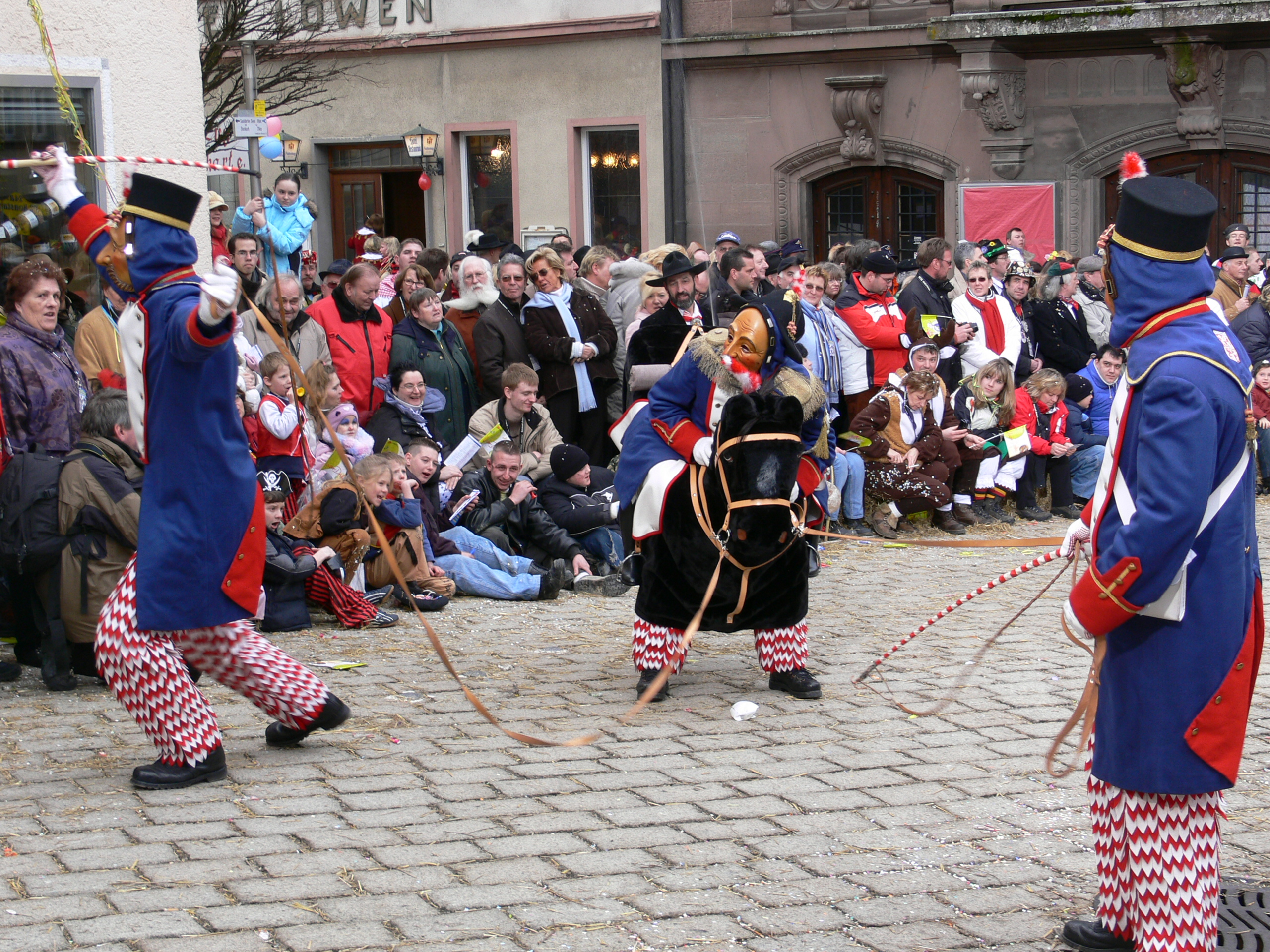
Die Narrenfigur Fastnetsbutzerössle der Plätzlerzunft Altdorf-Weingarten zeigt das beliebte „Treibermotiv“.

Die Zahl schwäbisch-alemannischer Fastnachtsfiguren ist inzwischen unüberschaubar groß. Meist treten sie während der Veranstaltungen in nach Figurentypen getrennten, homogenen Gruppen auf. Vereinzelt gibt es aber auch Hästrägergruppen, die sich aus unterschiedlichen Figurenarten zusammensetzen. Meist agieren diese dann untereinander. Sehr beliebt ist dabei das Treibermotiv, bei dem eine Tiergestalt von mehreren, mit Peitschen ausgestatteten Hästrägern gezüchtigt wird. Beispiele hierfür sind das Fastnetsbutzerössle aus Weingarten, das Brieler Rößle aus Rottweil oder Werners Esel aus Bad Waldsee. In vielen Gegenden finden sich außerdem Einzelfiguren, die oft eine zentrale Rolle in der Fastnacht des jeweiligen Ortes spielen. Vielfach entstanden aus ihnen im Laufe der Zeit ganze Figurenfamilien, deren Mitglieder über unterschiedliche Charaktereigenschaften und Aufgaben verfügen, so beispielsweise die Gole in Riedlingen.
Auch wenn in den letzten Jahrzehnten viele neue Häsarten entstanden sind, lassen sich fast alle bestimmten Typen zuordnen. Jüngere Zünfte orientieren sich meist ebenfalls an diesem in der Nachkriegszeit entwickelten Muster, so dass die folgende Einordnung nicht zu eng gesehen werden darf.

### Teufelsgestalten

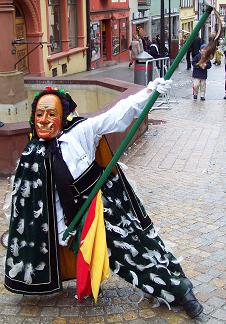
Federahannes aus Rottweil. Schon vor dem 17. Jahrhundert entstanden.

Teufelsgestalten dürften zu den ältesten Figuren zählen. Manche Kleidle sind mehrere hundert Jahre alt, so etwa der Elzacher Schuttig, eine Teufelsfigur, die im Mittleren Schwarzwald ursprünglich weit verbreitet war. Heute nehmen Teufel oft auch als Einzelfigur die Rolle eines Hexenmeisters ein, so zum Beispiel bei der Offenburger Hexenzunft. Tribergs Fastnacht wird von einer Teufelsfigur dominiert, die im 19. Jahrhundert geschaffen wurde.

### Narren
Narren sind wohl ähnlich alt und treten heute in zahlreichen verschiedenen Varianten auf. Auf der Baar sind Weißnarren üblich. Zu den ältesten derartigen Fastnachtsfiguren zählen der Narro aus Villingen als „Aristokrat der alemannischen Fasnet“ oder die Hansel aus Donaueschingen, Hüfingen, Immendingen und Bräunlingen. Das Rottweiler Biß sowie dessen Pendant im Gschell haben eine ebenso lange Tradition. Weißnarren werden überwiegend von Männern dargestellt und einige haben während des Narrensprungs eine Partnerin bei sich, die allerdings meist nicht maskiert ist und wie im Fall des Gretle aus Donaueschingen eine einfache Tracht trägt. Das Fastnachtskostüm (Häs) von Weißnarren besteht aus einem weißen Leinengewand, das aufwändig bemalt oder bestickt ist.

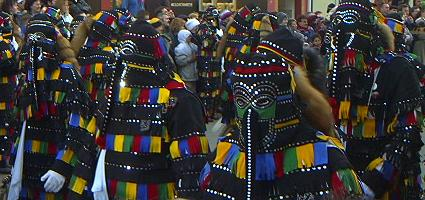
Überlinger Hänsele mit Stoffmasken

Verglichen mit der barocken Eleganz der Weißnarren sehen Blätzle-, Spättle- oder Flecklenarren manchmal etwas derb aus, was nicht zuletzt daran liegt, dass ihr Häs aus alten Stoffresten besteht. Natürlich wurden auch diese Häser mit zunehmendem Wohlstand wesentlich aufwändiger gestaltet. So werden die einzelnen Stoffstücke in vielen Zünften inzwischen per Hand umstickt. Bei Spättlenarren lässt sich eine regional unterschiedliche Entwicklung feststellen. Tragen die traditionsreichen Narren des Bodenseeraums und Oberschwabens wie beispielsweise die Blätzlebuebe aus Konstanz oder die Überlinger Hänsele überwiegend Stoffmasken, sind bei Schwarzwälder Hanseln wie in Furtwangen, Gengenbach oder Offenburg Holzlarven üblich.

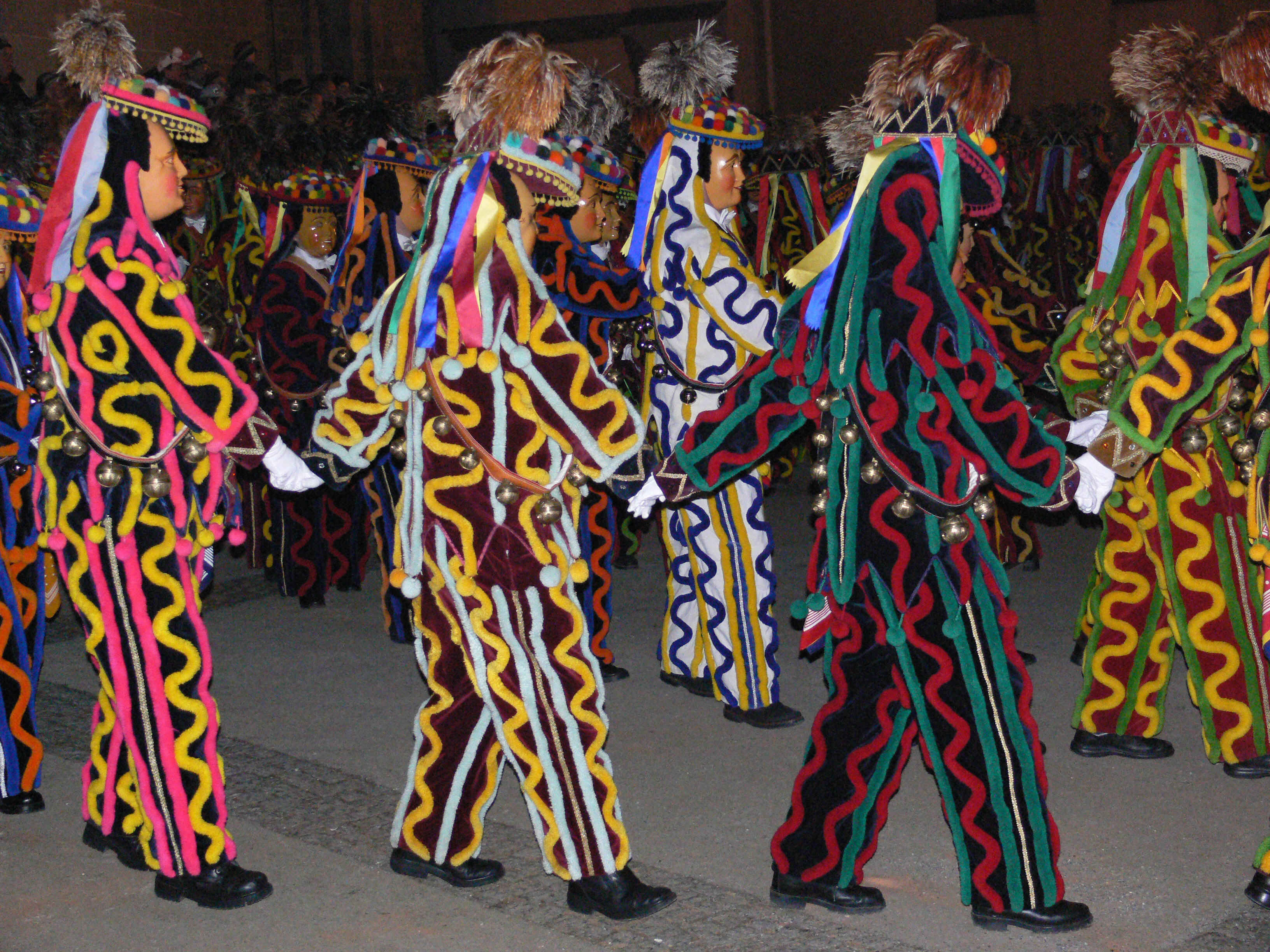
Fransenkleider der Narrenzunft Schömberg beim traditionellen Narrentanz „Da Bolanes“

Eine Besonderheit sind die Spättlehansel aus Wolfach, die als einzige Hästrägergruppe im schwäbisch-alemannischen Raum mit einer Blechlarve mit beweglichem Unterkiefer ausgestattet sind. In der Grenzstadt Laufenburg am Hochrhein hat sich mit der Narro-Altfischerzunft über Jahrhunderte eine Blätzlezunft mit geradezu aristokratischem Selbstverständnis entwickelt, die zudem die wohl älteste, derzeit bekannte Holzlarve Südwestdeutschlands besitzt.
Wie vieles erfuhren auch die Flecklenarren während des Barock eine starke Verfeinerung und so entstanden die Fransennarren, wie man sie heute in Schömberg oder Rottweil findet.
Ausgehend von Italien und verbunden mit dem Siegeszug des Karnevals, kam im 18. und 19. Jahrhundert der Bajazzo auf. Zu den ältesten derart beeinflussten Figuren dürften die Wolfacher Rösle- und Schellenhansele gehören.
Fast alle Narren tragen Attribute bei sich, so zum Beispiel Glocken, die Blase eines Schweines, oder Spiegel.

### Turmschurken, Käfig, Halsgeige
Verbreitet sind Gruppen, die in den Umzügen vorzugsweise junge Frauen entführen und in Halsgeigen und Käfige stecken. Dies erinnerst an mittelalterliche Foltermethoden, die beispielsweise in Horb den sogenannten Turmschurken drohten. Die vorzugsweise Wahl junger Frauen steht bisweilen in der Kritik.

### Wilde Leute

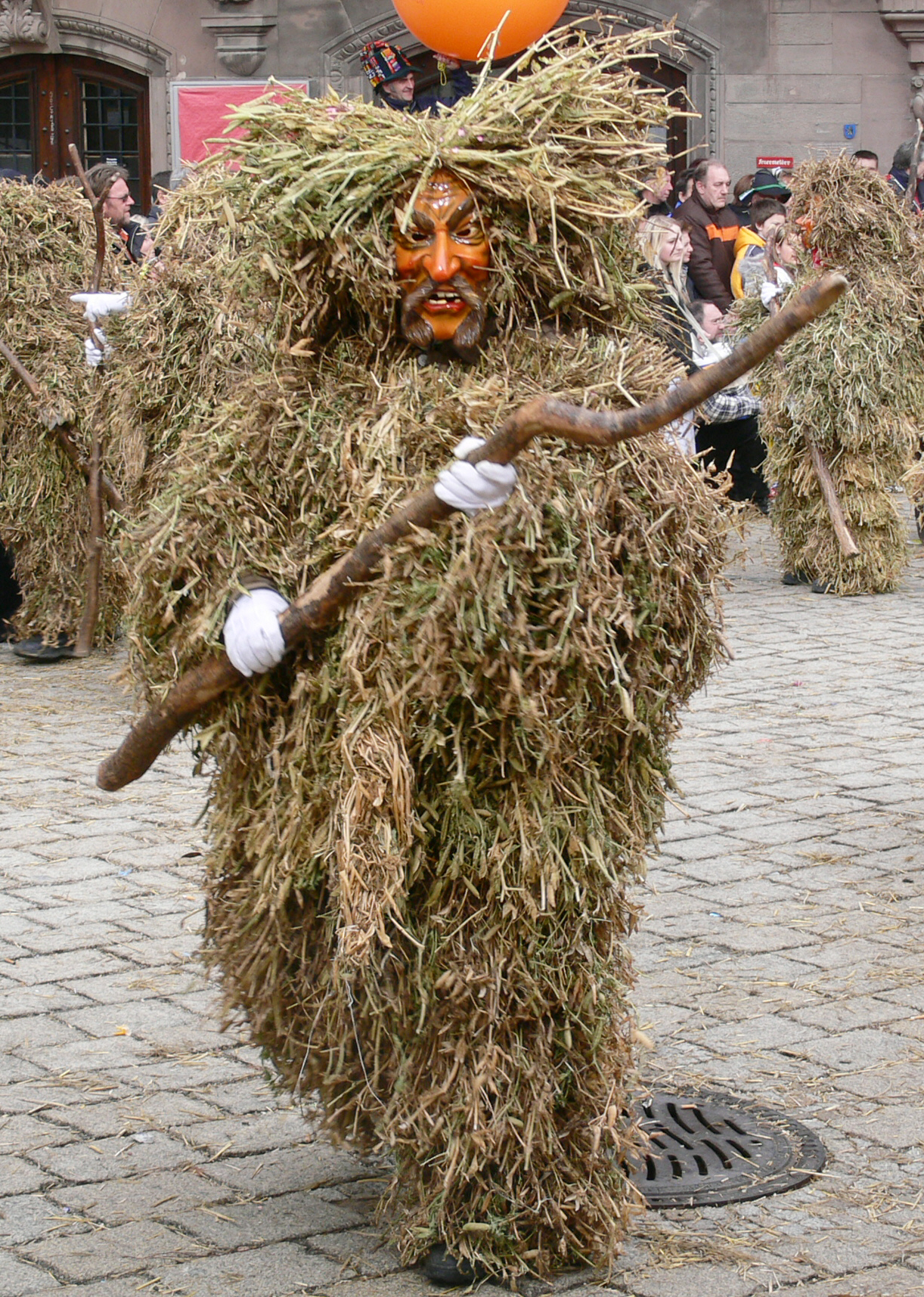
Hooriger Bär der Poppelezunft Singen

Verglichen mit den anderen Fastnachtsfiguren waren Wilde Leute für Bauern relativ einfach herzustellen und deshalb über die Jahrhunderte sehr beliebt. Ihr Häs wurde aus Rohstoffen gefertigt, die auf dem Lande im Überfluss vorhanden waren. So entstanden beispielsweise Strohbären, wie sie heute noch in Wilflingen und Empfingen üblich sind. Ihr Häs besteht im Wesentlichen aus Stroh, auf Verzierungen oder Veredelungen wird vollkommen verzichtet. Dies ist auch ein Grund für die mangelnde Beliebtheit der Wilden Leute in unserer Zeit, wohl verbunden mit dem Umstand, dass die verwendeten Materialien heute gar nicht mehr so einfach zu bekommen sind, zumal ein solches Häs nur eine Saison verwendet werden kann und dann neu angefertigt werden muss. In Singen hat sich die Gruppe des Hoorige Bär aus einem Strohbären heraus entwickelt, allerdings ist das Häs heute genäht, kann von Jahr zu Jahr wiederverwendet werden und verfügt über eine Holzmaske. Ähnliches gilt für den Welschkornnarro aus Zell am Harmersbach. Die Nussschalenhansele aus Wolfach bilden einen anderen Typus des wilden Mannes. Statt mit Stroh ist ihr Häs mit über 3000 Nussschalenhälften benäht.

### Maschker
An einigen Orten entlang der Donau wie zum Beispiel in Ehingen, Mühlheim und vor allem in Munderkingen trifft man in Gaststätten oder auf der Straße einzelne Narren oder kleine Gruppen, die sich uneinheitlich darstellen und maskiert sind (Maschker, hochdt.: der/die Maskierte). Unter der Maske befinden sich traditionell meist Frauen, die mit einem Motto auftreten. Üblich sind kleine Geschenke, sog. Kromet (urspr. Marktmitbringsel), die an meist unmaskierte Passanten verteilt werden. Existieren die meisten Narrenfiguren erst seit der Einführung der vereinsmäßig organisierten Fasnacht, kommt den Maschkern die Rolle einer nicht organisierten Ergänzung zum organisierten Narrentreiben zu, deren Tradition Jahrhunderte zurückreicht.

### Sagengestalten
Allerdings könnte man einen großen Teil der nach dem Krieg neu entstandenen Fastnachtsfiguren wohl ebenfalls den Wilden Leuten zurechnen, treten sie doch häufig dementsprechend auf. Oft handelt es sich hierbei aber um Sagengestalten, die auf örtliche Geschichten oder Ereignisse anspielen, wie zum Beispiel der Immendinger Donaugeist, der der Sage nach seine Opfer in die Tiefen der Donau zieht.
Die meisten der jüngeren Zünfte betten ihre neugeschaffenen Figuren ins lokale Brauchtum ein, indem sie sie mit einer Sage in Zusammenhang bringen.

### Hexen
Ähnliches gilt auch häufig für Hexen, die bereits weiter oben besprochen wurden.
siehe auch: Hexenzunft, Fastnachtshexe

### Tiergestalten
Neben dem hoorigen Bären gehört als vogelartige Figur der Nachtkrabb auch zu den Fastnachtsgestalten der Murrhardter Narrenzunft; man findet sie schon auf einem Wandgemälde im Kloster Murrhardt.
In Aalen ist es eine Meckergois, also Ziege. Diese geht auf das saure Meckereck zurück, als 1966 zum ersten Mal auf dem Gelände des heutigen Reichstädter Marktes gegen die Obrigkeit in einem Essigfass gemeckert wurde.

### Unmaskierte Repräsentationsfiguren
Auch gibt es einzelne Gruppen und Figuren, die traditionell unmaskiert sind. Vielfach sind Soldaten- oder Polizeifiguren anzutreffen. In Ergänzung zu den maskierten Gruppen und Figuren geben sich häufig Repräsentationsfiguren wie zum Beispiel Fasnachtsmutter und Fasnachtsvatter aus Markdorf, die Bräutelgruppe aus Sigmaringen oder die Trommgesellen aus Munderkingen mit ihren Trommlern und Pfeifern und den Brunnenspringern unmaskiert. Vor allem nach 1945 haben sich die Figur des Zunftmeisters und der Zunfträte verbreitet, die in heutiger Zeit für fast jeden Fasnachtsort obligatorisch geworden sind.

## Brauchtum

### Narrenrufe
Die Narrenrufe der schwäbisch-alemannischen Fastnacht sind jüngeren Datums und analog zu den traditionellen Schlachtrufen (Alaaf, Helau, Ahoi, …) der Karnevalsmetropolen entstanden. Traditionell grüßen die Narren mit einem Juchzen (Jauchzen), was sie als spontanen Ausdruck der Freude verlauten lassen und was sich schriftlich etwa als „Ju-Hu-Hu-Hu“ dokumentieren ließe. In Rottweil unter anderem hat sich diese ursprüngliche Art des Narrenrufs erhalten (Hu-Hu-Hu). Anderswo sind individuelle Rufe entstanden, die innerhalb der organisierten Fasnacht seit dem Zweiten Weltkrieg bisweilen sogar zum Identifikationsmerkmal geworden sind. Der bekannteste Ruf der schwäbisch-alemannischen Fasnet, den sich Maskierte und Zivilisten zurufen, ist „Narri-Narro“.
Die Narrenrufe sind sehr individuell und unterscheiden sich von Ort zu Ort und von Zunft zu Zunft.

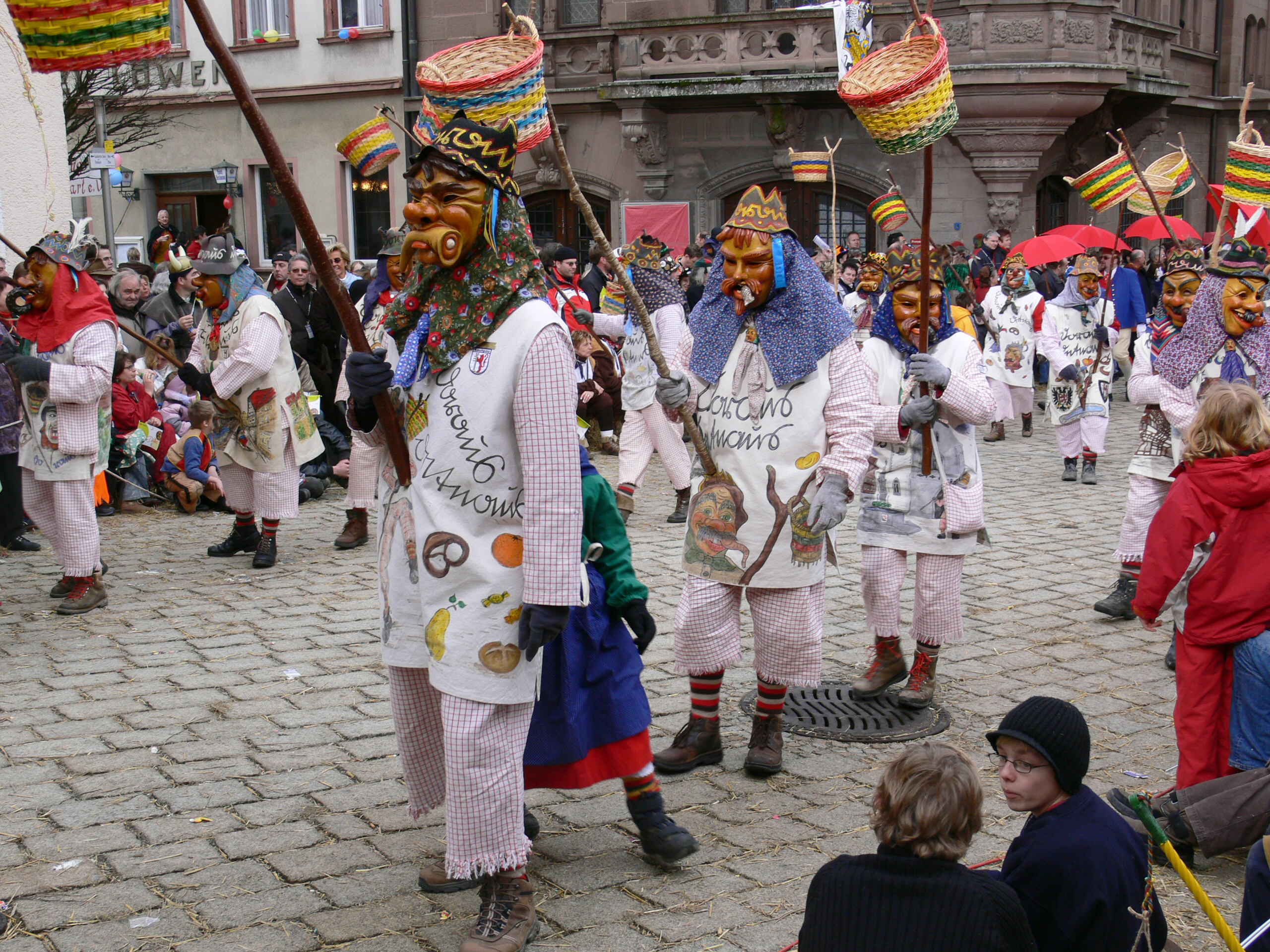
Die Dorauszunft aus Bad Saulgau trägt ihren Narrenruf im Namen und – in Sütterlinschrift – auf dem Häs

### Fastnachtssprüche
Neben dem Juchzen, den Narren- oder Schlachtrufen, gibt es auch Narren- und Fastnachtssprüche, die – auch in Reimform – aufgesagt und gerufen werden. Sie können wiederum Teile von Narrenrufen enthalten oder sein. Oftmals sind im Laufe der Zeit die Narrenrufe, die wahrscheinlich örtlich begrenzt waren, ortsspezifisch verändert worden. Oft sind diese Sprüchle auch Spottverse.
Beispiele sind:
- „Narro, siebe Sih (Söhne), 
 siebe Sih sin Narro gsi.“ (zum Beispiel Konstanz, Rottweil, Villingen)
- „Narro kugelrund, 
 d’Stadtleit sind wieder älle g’sund.“ 
(Rottweil)
- „Oh jerom, oh jerom, 
 dia Fasnet hot a Loch.“ 
(Fasnetsdienstag Nachmittag zum Beispiel in Oberndorf oder Rottweil)
- „Hoorig, hoorig, hoorig isch die Katz 
 Und wenn die Katz nit hoorig isch, 
 doo fängt se au kei Ratz.“
- „Schloimig, schloimig, schloimig isch der Schnegg 
 Und wenn der Schnegg nit schloimig isch, 
 na kommt se ned vom Flegg.“ (zum Beispiel in Meßkirch, Oberuhldingen, Meersburg, Tettnang, aber auch in vielen anderen Orten des schwäbisch-alemannischen Raumes)
- „S’guckt e Arsch zum Fenschder naus, 
 ma meint des isch e Weck, 
 es isch kei Weck, es isch kein Weck, 
 es isch der Arsch vum Schlegele-Beck.“ (Der Name des Bäckers wird meist nach einer Persönlichkeit des Ortes benannt. In anderen Varianten beginnt der Spruch mit „Drunte in de …straß, da wohnt der …-Beck“) (zum Beispiel Radolfzell)

Einige Narrensprüche gehen auf so genannte Heischebräuche, fordernde Bräuche, zurück.
Im Laufe ihrer Entwicklung waren die Narren der schwäbisch-alemannischen Fastnacht heischende (fordernde) Figuren, die von ihrem Gegenüber Gaben verlangten. Einerseits für den Selbstzweck, entstand daraus aber auch sehr bald eine karitative, soziale Funktion der Narren. Überbleibsel dieser Art sind beispielsweise im Rottweiler Bettelnarr überliefert, der Almosen für Arme oder Kranke im Spital sammelte.
Heute ist die Situation meist umgekehrt. Der Zivilist fordert den Narren mit Narrensprüchen auf, etwas aus seinem Korb zu geben.
Mancherorts findet sich auch die Tradition, dass Kinder am Rosenmontag mit den Heischesprüchen um die Häuser ziehen, und damit um Süßigkeiten betteln.
Heischesprüche zur Fasnet in deutlichster Art haben sich zum Beispiel in folgender Form erhalten:
- „Giizig (geizig), giizig isch der/die … (Name des Angesprochenen), 
 un wenn er/se nit so giizig wär, 
 dann gäb er/se au … (eingeforderte Gabe) her.“
alternativ auch allgemeiner: 
„Giizig, giizig, giizig sin' die lid (Leute),
 und wenn se nit so giizig wär,
 dann gäbe (geben) se au was her!“
- „Fliagt a Vegele übers Feld, gib mr au a Fasnetsgeld!“
- „Eine kleine Spende für mich und meine Frau, 99 Kinder und eine kleine Sau!“

Eine ansehnliche Reihe von Narren- und Fastnachtssprüche aus dem gesamten süddeutschen Sprachraum sind in der Zeitschrift für europäische Fastnachtskultur NARRI-NARRO aufgelistet. Dabei ist Hochmössingen mit allein 12 Narrensprüchle vertreten.

## Fastnachtslandschaften
In den 1960er Jahren schuf der Kulturreferent der VSAN, Wilhelm Kutter, die bis heute von Narrenvereinigungen und der Fachliteratur verwendete Einteilung der schwäbisch-alemannischen Fastnacht in acht Fastnachtslandschaften:
- Neckar-Alb
- Baar
- Schwarzwald
- Hochrhein
- Hegau
- Bodensee-Linzgau
- Donau
- Oberschwaben

## Immaterielles Kulturerbe
Im Dezember 2014 wurde die Schwäbisch-Alemannische Fastnacht in die nationale Liste der immateriellen Kulturerbe aufgenommen. Damit gehören die Fastnachtsbräuche im schwäbisch-alemannischen Sprachraum zu den ersten 27 Bräuchen, die in der nationalen Liste verzeichnet sind. Der Antrag wurde von der Vereinigung Schwäbisch-Alemannischer Narrenzünfte (VSAN) im Auftrag der Narrenverbände gestellt.